# Fokker V 8
Die Fokker V 8 war ein experimentelles deutsches Jagdflugzeug des Ersten Weltkrieges.

## Entwicklung
Die V 8 war eine reine Versuchskonstruktion, um die Wirksamkeit von tandemartig hinter- und übereinander angeordneten Tragflächen zu erforschen. Anthony Fokker, der den Bau am 16. August 1917 bei seiner Versuchsabteilung in Auftrag gab, versprach sich von der Fünfdeckeranordnung eine weitere Steigerung der für Dreidecker typischen Wendigkeit, die besonders im engen Luftkampf zum Tragen kommen sollte. Das einzige gebaute Exemplar mit der Werknummer 1798 wurde im folgenden Monat vollendet und getestet. Bereits die zwei einzigen durchgeführten kurzen Sprünge widerlegten diese Annahme und die Erprobung wurde danach beendet.

## Technische Daten
| Kenngröße                                                         | Daten                                                                                         |
| ----------------------------------------------------------------- | --------------------------------------------------------------------------------------------- |
| Besatzung                                                         | 1                                                                                             |
| Spannweite                                                        | 7,70 m (oben)                                                                                 |
| Länge                                                             | 6,80 m                                                                                        |
| Höhe                                                              | 2,80 m                                                                                        |
| Antrieb                                                           | ein wassergekühlter Sechszylinder-Viertakt-Reihenmotor mit starrer Zweiblatt-Holzluftschraube |
| Typ                                                               | Mercedes D III                                                                                |
| Startleistung Kampf- und Steigleistung Nennleistung Dauerleistung | 170 PS (125 kW) 160 PS (118 kW) am Boden 160 PS (118 kW) am Boden 140 PS (103 kW) am Boden    |
| Kraftstoffvorrat                                                  | 63 kg                                                                                         |
| Bewaffnung                                                        | zwei starre MG                                                                                |